# Haswell (microarquitectura)
Haswell és el nom en clau d'una microarquitectura de processador desenvolupada per Intel com el successor del "nucli de quarta generació" de l'Ivy Bridge (que és un retractil / tick de la microarquitectura Sandy Bridge). Intel va anunciar oficialment CPU basades en aquesta microarquitectura el 4 de juny de 2013 a Computex Taipei 2013, mentre que un xip Haswell funcionava es va demostrar al Fòrum de Desenvolupadors Intel de 2011. Amb Haswell, que utilitza un procés de 22 nm, Intel també va introduir processadors de baixa potència dissenyats per a ultrabooks convertibles o "híbrids", designats amb el sufix "U".
Les CPU Haswell s'utilitzen juntament amb els chipsets Intel de la sèrie 8, els chipsets de la sèrie 9 i xips Intel de la sèrie C220.
Almenys un processador basat en Haswell encara es venia el 2022 el Pentium G3420. Windows 7 a Windows 10 es van llançar per a la microarquitectura Haswell.

## Disseny
L'arquitectura Haswell està dissenyada específicament per optimitzar l'estalvi d'energia i els beneficis de rendiment del pas a transistors FinFET (no planars, "3D") al node de 22 nm millorat.
Haswell s'ha llançat en tres formes principals:
- Versió d'escriptori (endoll LGA 1150 i endoll LGA 2011-v3): Haswell-DT
- Versió mòbil/portàtil (socket PGA): Haswell-MB
- Versió BGA :
  - 47 W i 57 Classes W TDP: Haswell-H (per a sistemes "tot en un", plaques base amb factor de forma Mini-ITX i altres formats d'empremta petita)
  - 13.5 W i 15 Classes W TDP (MCP): Haswell-ULT (per a la plataforma UltraBook d'Intel)
  - 10 Classe W TDP (SoC): Haswell-ULX (per a tauletes i determinades implementacions de classe UltraBook)

### Rendiment
En comparació amb Ivy Bridge :
- Processament vectorial aproximadament un 8% més ràpid
- Fins a un 5% més de rendiment d'un sol fil
- Rendiment multifils un 6% més gran
- Les variants d'escriptori de Haswell consumeixen entre un 8% i un 23% més de potència sota càrrega que Ivy Bridge.
- Un augment del 6% en el rendiment de la CPU seqüencial (vuit ports d'execució per nucli enfront de sis)
- Augment del rendiment de fins a un 20% respecte a la GPU HD4000 integrada (Haswell HD4600 vs Intel HD4000 integrat d'Ivy Bridge)
- La millora total del rendiment de mitjana és d'un 3%
- Cap a les 15 °C més calent que Ivy Bridge, mentre que les freqüències de rellotge que superen els 4,6 GHz són assolibles

## Tecnologia
Característiques transferides del Ivy Bridge:
- procés de fabricació 22 nm
- Transistors FinFET Tri-Gate 3D
- Memòria cau de microoperacions (Uop Cache) capaç d'emmagatzemar 1.5 K microoperacions (aproximadament 6 KB de mida)
- Canal d'instruccions de 14 a 19 etapes, depenent de l'error o error de la memòria cau de microoperacions (un enfocament utilitzat a la microarquitectura Sandy Bridge encara anterior)
- Millora la finestra OoO de 168 a 192
- Assignació de la cua de 28/fils a 56
- Les variants principals són fins a quatre nuclis.
- Suport natiu per a memòria DDR3/DDR3L de doble canal, amb fins a 32 GB de RAM a LGA 1150 variants
- 64 KB (32 Instrucció KB + 32 Dades KB) memòria cau L1 i 256 Memòria cau L2 KB per nucli
- Un total de 16 PCI Express 3.0 carrils a LGA 1150 variantsHaswell va incloure un regulador de tensió totalment integrat.

Haswell va incloure un regulador de tensió totalment integrat.

### Noves característiques

#### CPU
- Nucli més ampli: quarta unitat lògica aritmètica (ALU), tercera unitat de generació d'adreces (AGU), unitat d'execució de la segona branca (BEU), buffers més profunds, ample de banda de memòria cau més gran, front-end millorat i controlador de memòria, ample de banda més gran de càrrega/emmagatzematge.
- Noves instruccions (HNI, inclou Advanced Vector Extensions 2 (AVX2), gather, suport de BMI1, BMI2, ABM i FMA3).
- La cua de descodificació d'instruccions, que conté instruccions després de descodificar-les, ja no es divideix de manera estàtica entre els dos fils que pot donar servei a cada nucli.
- Intel Transactional Synchronization Extensions (TSX) per a la variant Haswell-EX. L'agost de 2014 Intel va anunciar que hi havia un error a la implementació de TSX en els passos actuals de Haswell, Haswell-E, Haswell-EP i les primeres CPU de Broadwell, que va provocar la desactivació de la funció TSX a les CPU afectades mitjançant una actualització de microcodi.
- Regulador de tensió (FIVR) totalment integrat, movent així alguns dels components de la placa base a la CPU.
- Nou sistema avançat d'estalvi d'energia; a causa dels nous estats de repòs C6 i C7 de baix consum de Haswell, no totes les unitats d'alimentació (PSU) són adequades per a ordinadors amb CPU Haswell.
- 37, 47, 57 Processadors mòbils W Thermal Design Power (TDP).
- 35, 45, 65, 84, 88, 95 i 130–140 Processadors d'escriptori TDP W (de gamma alta, Haswell-E).
- 15 Processadors TDP de W o 11,5 W per a la plataforma Ultrabook (paquet multixip com Westmere) que condueixen a una reducció de la calor, que resulta en Ultrabooks més prims i més lleugers, però el nivell de rendiment és lleugerament inferior al dels 17. Versió W.

#### GPU
- Suport de gràfics de maquinari per a Direct3D 11.1 i OpenGL 4.3. El controlador Intel 10.18.14.5180 és l'última versió del controlador prevista a Windows 7/8.1.
- Quatre versions de la GPU integrada: GT1, GT2, GT3 i GT3e, on la versió GT3 té 40 unitats d'execució (EU). El predecessor de Haswell, Ivy Bridge, té un màxim de 16 UE. Versió GT3e amb 40 UE i 128 al paquet MB de DRAM incrustada (eDRAM), anomenada Crystalwell, només està disponible a les SKU H per a mòbils i a les SKU R d'escriptori (només BGA). Efectivament, aquesta eDRAM és una memòria cau de nivell 4; es comparteix dinàmicament entre la GPU i la CPU de la matriu, i serveix com a memòria cau de víctimes a la memòria cau de nivell 3 de la CPU.

#### Servidor
- Variant Haswell-EP, llançada el setembre de 2014, amb fins a 18 nuclis i comercialitzada com a sèrie Xeon E5-1600 v3 i Xeon E5-2600 v3.[9]
- Variant Haswell-EX, llançada el maig de 2015, amb 18 nuclis i TSX en funcionament.[10][11]
- Un nou disseny de memòria cau.
- Fins a 35 Memòria cau unificada total de MB (caché d'últim nivell, LLC) per a Haswell-EP[12] i fins a 40 MB per a Haswell-EX.
- El sòcol LGA 2011-v3 substitueix a LGA 2011 per a l'EP Haswell; el nou endoll té el mateix nombre de pins, però té una clau diferent a causa de la incompatibilitat elèctrica.[13][14][15]
- El Xeon E3 v3 Haswells ja llançat rebrà una actualització a la primavera de 2014,[16] juntament amb un chipset PCH de la sèrie Intel C220 actualitzat.[17]
- TDP fins a 160 W per Haswell-EP.[18]
- Els models Haswell-EP amb deu o més nuclis admeten el mode d'operació de clúster en matriu (COD),[19] permetent que les múltiples columnes de nuclis de la CPU i les rodanxes de memòria cau d'últim nivell (LLC) es divideixin lògicament en el que es presenta com a dues memòries no uniformes. CPU d'accés (NUMA) al sistema operatiu. En mantenir les dades i les instruccions locals a la "partició" de la CPU que les està processant, disminuint per tant la latència d'accés LLC, COD aporta millores de rendiment als sistemes operatius i aplicacions compatibles amb NUMA.[20]